# Jochen Brunow
Jochen Brunow (* 1950 in Rendsburg) ist ein deutscher Drehbuchautor und Publizist.

## Leben
Brunow studierte in Berlin Germanistik und Publizistik und schloss das Studium mit einem Videofilm Recht hat der Brecht!? ab. Er war Filmkritiker für Der Abend und tip und von 1980 bis 1982 gab er zusammen mit drei Kollegen die Filmzeitschrift Filme – Altes und Neues vom Kino heraus, von der insgesamt dreizehn Ausgaben erschienen. Im Folgenden schrieb er Drehbücher unter anderen für die Kinofilme Berlin Chamissoplatz (1980) und System ohne Schatten (1983) – beide entstanden in der Regie von Rudolf Thome. Für das Fernsehen schrieb er Episoden unter anderen für die ZDF-Krimireihe Beckmann und Markowski, außerdem für Bella Block und Kommissarin Lucas. Weiterhin verfasste er Drehbücher für die Fernsehfilme  Klassentreffen (Sat.1, 2001), Der Mann und das Mädchen (DRS, 2004) und Der Einsturz Sat. 1 (2010).
Brunow gehört zu den Gründern des 1987 ins Leben gerufenen Berufsverbandes der Drehbuchautoren, VDD. Er unterrichtete Drehbuchschreiben an verschiedenen Hochschulen und Akademien. Von 2007 bis 2017 leitete Brunow die Drehbuchakademie der dffb. Er schreibt neben Drehbüchern Essays für Bücher und Radiofeatures und gibt ebenfalls seit 2007 den Film- und Drehbuch-Almanach Scenario im Bertz + Fischer Verlag heraus.

## Werke (Auswahl)

### Kino
- 1980: Berlin Chamissoplatz (zus. mit Rudolf Thome, Regie: Rudolf Thome)
- 1981: Das Haus im Park (zus. mit Regine Heuser und Aribert Weis, Regie: Aribert Weis)
- 1982: System ohne Schatten, (auch Produktionsleitung, Regie: Rudolf Thome)
- 1983: American Postcard (Kurzspielfilm, auch Regie)
- 1985: Mene Tekel Upharsin (Essayfilm, auch Regie)
- 1988: Das Mikroskop (Regie: Rudolf Thome)
- 2004: Der Mann und das Mädchen (Regie: Peter Reichenbach)

### Fernsehen
- 1994: Beckmann und Markowski: Tödliches Netz (Regie: Vivian Naefe, ZDF)
- 1996: Beckmann und Markowski: Zwiespalt der Gefühle (Regie: Kai Wessel, ZDF)
- 2001: Klassentreffen – Mordfall unter Freunden (Regie: Diethard Küster, Sat. 1)
- 2002: Bella Block: Im Namen der Ehre (Regie: Andreas Gruber, ZDF)
- 2003: Bella Block: Kurschatten (Regie: Thorsten Näter, ZDF)
- 2006: Kommissarin Lucas – Skizze einer Toten (Regie und Co-Autor: Thomas Berger, ZDF)
- 2010: Der Einsturz (Regie: Diethard Küster, Sat. 1)

### Romane
- Die Chinesin. Kriminalroman. Ars Vivendi, Cadolzburg 2024, ISBN 978-3-7472-0631-7.
- Verdeckte Spuren. Kriminalroman. Ars Vivendi, Cadolzburg 2025, ISBN 978-3-7472-0656-0.